# Smålandsgymnasiet
Smålandsgymnasiet var en friskola i Växjö som ägdes och drevs av Gymnasieskolor i Syd som även driver Karl-Oskarskolan. Skolan hade ca 55 elever och var belägen i och vid de gamla lokstallarna i Växjö. 
Skolan hade 9 programinriktningar:
- Restaurang & Livsmedelsprogrammet - Kök & servering
- Hantverksprogrammet - Florist
- Hantverksprogrammet - Frisör
- Handels & Administrationsprogrammet - Handel & service
- El & Energiprogrammet - Dator & Kommunikationsteknik
- Teknikprogrammet - Informations & medieteknik
- Samhällsvetenskapsprogrammet - Medier, information & kommunikation
- Samhällsvetenskapsprogrammet - Beteendevetenskap
- Estetiska programmet -  Estetik & media

## Historia
Skolan startade i Alvesta 2002 och hette då John Bauergymnasiet. År 2005 flyttades skolan till Växjö och fortsatte som John Bauer fram till 2012 då skolan bytte namn till JB Gymnasiet. Bytet blev inte långvarigt då JB Education som drev verksamheten kort därefter gick i konkurs. Skolan köptes då upp av Gymnasieskolor i Syd och fortsatte att drivas som Smålandsgymnasiet. Hösten 2016 lades skolan ner.

## Kuriosa
- Skolans logotyp är skapad av en elev på skolan